# Моника (певица)
Мо́ника Де́низ Бра́ун (англ. Monica Denise Brown), в девичестве — А́рнольд (англ. Arnold; 24 октября 1980, Колледж-Парк, Джорджия, США) — американская певица, автор песен, музыкальный продюсер, актриса, телевизионный продюсер и оратор-мотиватор.

## Биография
Моника Дениз Арнольд родилась 24 октября 1980 года в Колледж-Парке (штат Джорджия, США) в семье церковной певицы Мэрилин Бест. У Моники есть младший брат — Монтес (род. 1983), а также трое сводных братьев, один по матери и двое по отцу — Джермонд Грант, Трон и Сайпресс.

## Карьера
Моника начала свою музыкальную карьеру в 1993 году.
В 1996—2009 года Моника сыграла в 10-ти фильмах и телесериалах.
Также Моника является автором песен, музыкальным и телевизионным продюсером, а также оратором-мотиватором.

## Личная жизнь
В 2000—2010 годы Моника встречалась с музыкантом Рокко (они были помолвлены с 2005 года), от которого у неё есть два сына — Родни Рэмон Хилл-третий (род. 21.05.2005) и Ромело Монтес Хилл (род. 08.01.2008).
В 2010—2019 годы Моника была замужем за баскетболистом Шэнноном Брауном, от которого у неё есть дочь — Лайя Шэннон Браун (род. 03.09.2013).
В середине мая 2017 года Монике был поставлен диагноз эндометриоз. Две недели спустя, 30 мая, она перенесла почти восьмичасовую операцию, во время которой ей удалили две кисты, миому и грыжу.

## Дискография
- 1995 — Miss Thang
- 1998 — The Boy Is Mine
- 2002 — All Eyez on Me
- 2003 — After the Storm
- 2006 — The Makings of Me
- 2010 — Still Standing
- 2012 — New Life
- 2015 — Code Red